# Death Train
Death Train (br: Trem da Morte) é um filme americano de ação lançado em 2003, dirigido por Yossi Wein e escrito por Danny Lerner.

## Elenco
- Bryan Genesse .... Ryan
- Bentley Mitchum .... Weaver
- Michael Anthony Rosas .... Salazar
- Jaime Anstead .... Marina
- George Stanchev .... Wizard
- Tarri Markell .... Crystal (como Tarri Markel)
- Nikolai Sotirov .... Carlos (como Nikolay Sotirov)
- Ivaylo Geraskov .... Sikorski (como Ivailo Geraskov)
- Bashar Rahal .... Lopez
- Ventzislav Kisyov .... Rodriguez (como Ventzislav Kisiov)
- Atanas Srebrev .... Jeff
- Shelly Varod .... Jodi
- Ivo Tonchev .... Arthur
- Elena Markova .... Gloria
- Jordan Rollins .... Javier